# بزمجه افنبرگ
 بزمجه افنبرگ(نام علمی: Varanus auffenbergi) نام یک گونه از سرده بزمجه است.